# Aga-Changił
Aga-Changił (ros. Ага-Хангил) – wieś w Rosji, w Kraju Zabajkalskim, w Agińskim Okręgu Buriackim, w rejonie mogojtujskim. W 2010 liczyła 1330 mieszkańców.

## Urodzeni
- Bałdan Cyżypow – rosyjski zapaśnik.